# Fabio Borini
Fabio Borini (Bentivoglio, 29 de março de 1991) é um futebolista italiano que atua como atacante. Atualmente, defende a Sampdoria.

## Carreira
Borini iniciou sua carreira aos nove anos, no Bologna. Após seis temporadas no rossoblu, Borini acabou sendo contratado pelo Chelsea, da Inglaterra. Em sua primeira temporada, Borini defendeu a equipe reserva, sendo o artilheiro com dez tentos em onze partidas.
Em 1 de setembro de 2009, Borini foi relacionado para uma partida pela primeira vez. O feito aconteceu na disputa da Liga dos Campeões, quando o Chelsea enfrentou e venceu (1 a 0) o Porto, de Portugal. Apesar disso, acabou não entrando na partida. Alguns dias mais tarde, em 20 de setembro, ele fez sua estreia oficial contra o Tottenham Hotspur, quando entrou aos oitenta e nove minutos, substituindo o francês Nicolas Anelka. Apenas três dias depois, ele disputou sua primeira partida como títular. Ela aconteceu contra o Queens Park Rangers e os Blues venceram por 1 a 0.
Sem espaço no elenco dos Blues, foi emprestado em 17 de março de 2011 ao Swansea City, da segunda divisão inglesa, até o término da temporada, onde será novamente treinado por Brendan Rodgers, que fora seu treinador nas categorias de base do Chelsea. Em sua estreia pela equipe galesa, marcou duas vezes na vitória sobre o Nottingham Forest por 3 a 2.
Mesmo com seu bom desempenho durante sua passagem por empréstimo pelo Swansea City, onde teve participação importante na classificação do mesmo à Premier League, tendo marcado seis vezes em onze partidas, Borini acabou não renovando seu contrato com o Chelsea e, em seguida, assinou em 1 de junho um contrato de cinco temporadas com o Parma.
Apesar de assinar com o Parma, foi anunciado sua transferência por empréstimo de uma temporada para a Roma em 31 de agosto de 2011. O valor do empréstimo custou 1,7 milhão de euros à Roma, tendo também a opção de compra após o término de empréstimo por sete milhões. No entanto, a equipe romana nem esperou o término da temporada e anunciou a contratação de Borini em 23 de janeiro de 2012 por 2,3 milhões de euros.
Após boa temporada defendendo a Roma, foi anunciado como novo reforço do Liverpool em 13 de julho de 2012, onde irá trabalhar novamente com o treinador Brendan Rodgers pouco depois foi emprestado ao Sunderland onde marcou 10 gols fazendo ótima participação no campeonato Inglês.

## Títulos

### Prêmios individuais
- Equipe do torneio do Campeonato Europeu Sub-21 de 2013